# نمازغاه (كاني سور)
نمازغاه (بالفارسية: نمازگاه) هي قرية تقع في إيران في قسم کاني سور الريفي. يقدر عدد سكانها بـ 96 نسمة بحسب إحصاء 2016.